# Präsidentschaftswahl in der Dominikanischen Republik 2000
Die Präsidentschaftswahl in der Dominikanischen Republik 2000 fand am 16. Mai statt. Insgesamt waren etwas mehr als 4,5 Millionen Dominikaner aufgerufen, ihre Stimme abzugeben. Nach der Verfassung von 1966 ist die Dominikanische Republik eine präsidiale Republik. Staatsoberhaupt und oberster Inhaber der Exekutive (Regierungschef) ist der für vier Jahre direkt gewählte Präsident. 
Zur Wahl traten sieben Kandidaten an. Favorit im Wahlkampf war laut Umfragen der Führer des sozialdemokratischen Partido Revolucionario Dominicano, Hipólito Mejía, der gegen Joaquín Balaguer (Staatspräsident 1960–1961, 1966–1978 und 1986–1996) vom konservativen Partido Reformista Social Cristiano (PRSC) und Danilo Medina vom liberalen Partido de la Liberación Dominicana (PLD) antrat. Dessen Parteifreund Leonel Fernández, Staatspräsident von 1996 bis 2000, hatte wegen des nach der umstrittenen Wahl Balaguers 1994 eingeführten Verbots der unmittelbaren Wiederwahl nicht wieder antreten können. Den übrigen fünf Kandidaten wurden keine Chancen eingeräumt, gewählt zu werden.
Hipólito Mejía verpasste im ersten Wahlgang mit 49,87 % die absolute Mehrheit knapp, die für die Wahl als Präsident nötig gewesen wäre. Der PLD versuchte darauf, mit dem PRSC eine Neuauflage des Frente Patriotico von 1996 zu vereinbaren, mit dem die beiden Parteien damals die Wahl des populären PRD-Kandidaten José Francisco Peña Gómez zugunsten Leonel Fernández’ verhindert hatten. Balaguer, der bereits 1997 erklärt hatte, er bereue, mit dem PLD jene Allianz eingegangen zu sein, und für ihn den berühmt gewordenen Ausdruck der Comesolos (etwa: die alles allein essen) prägte, lehnte ab. Der zweitplatzierte Medina sah damit keine Möglichkeit, die Wahl zu gewinnen, und trat nicht mehr zu einer Stichwahl an. Mejía wurde zum Staatspräsidenten erklärt und die Senatorin des Distrito Nacional, Milagros Ortiz Bosch, eine Nichte Juan Boschs, des Gründers des PRD, zur Vizepräsidentin und ersten Frau in diesem Amt. Der PRD gelangte damit nach 14 Jahren in der Opposition wieder an die Macht.
Zur Allianz des PRD gehörten die Unidad Democrática (UD), der Partido Revolucionario Independiente (PRI), der Partido Quisqueyano Demócrata (PQD), der Partido Nacional de Veteranos Civiles (PNVC), der Partido Demócrata Popular (PDR) und die Alianza Social Demócrata (ASD); zu jener des PLD der Bloque Institucional Socialdemócrata (BIS).

## Wahlergebnis
| Kandidaten                                  | Kandidaten             | Stimmen   | %    | Listen                                        | Stimmen   | %    |
| ------------------------------------------- | ---------------------- | --------- | ---- | --------------------------------------------- | --------- | ---- |
|                                             | Hipólito Mejíagewählt  | 1.593.231 | 49,9 | Partido Revolucionario Dominicano             | 1.432.548 | 44,8 |
| Partido de la Unidad Democrática            | Hipólito Mejíagewählt  | 1.593.231 | 49,9 | 61.877                                        | 1,9       |      |
| Partido Quisqueyano Demócrata Cristiano     | Hipólito Mejíagewählt  | 1.593.231 | 49,9 | 52.414                                        | 1,6       |      |
| Partido Revolucionario Independiente        | Hipólito Mejíagewählt  | 1.593.231 | 49,9 | 19.002                                        | 0,6       |      |
| Partido Demócrata Popular                   | Hipólito Mejíagewählt  | 1.593.231 | 49,9 | 11.834                                        | 0,4       |      |
| Alianza Social Dominicana                   | Hipólito Mejíagewählt  | 1.593.231 | 49,9 | 8.471                                         | 0,3       |      |
| Partido Nacional de Veteranos y Civiles     | Hipólito Mejíagewählt  | 1.593.231 | 49,9 | 7.085                                         | 0,2       |      |
|                                             | Danilo Medina          | 796.923   | 24,9 | Partido de la Liberación Dominicana           | 753.349   | 23,6 |
| Bloque Institucional Social Demócrata       | Danilo Medina          | 796.923   | 24,9 | 43.574                                        | 1,4       |      |
|                                             | Joaquín Balaguer       | 785.926   | 24,6 | Partido Reformista Social Cristiano           | 785.926   | 24,6 |
|                                             | José González Espinoza | 6.138     | 0,2  | Partido de los Trabajadores Dominicanos       | 6.138     | 0,2  |
|                                             | Ramón Almánzar         | 5.961     | 0,2  | Partido Nueva Alternativa                     | 5.961     | 0,2  |
|                                             | Cesar Estrella Shalá   | 3.359     | 0,1  | Movimiento de Unidad e Integración Dominicana | 3.359     | 0,1  |
|                                             | Agustín Encarnación    | 3.278     | 0,1  | Partido Renacentista Nacional                 | 3.278     | 0,1  |
| Gesamt                                      | Gesamt                 | 3.194.816 | 100  |                                               | 3.194.816 | 100  |
|                                             |                        |           |      |                                               |           |      |
| Ungültige Stimmen                           | Ungültige Stimmen      | 42.090    | –    |                                               |           |      |
| Wähler                                      | Wähler                 | 3.236.906 | 76,1 |                                               |           |      |
| Wahlberechtigte                             | Wahlberechtigte        | 4.251.218 |      |                                               |           |      |
|                                             |                        |           |      |                                               |           |      |
| Quelle: Gaceta oficial n. 10047, 10/06/2000 |                        |           |      |                                               |           |      |

Die Wahlbeteiligung betrug 76,1 % (in der Dominikanischen Republik herrscht für Stimmbürger unter 70 Jahren Wahlpflicht).